# 武智敏
武智 敏（たけち さとし）は日本の工学者、技術者。富士通セミコンダクター担当部長。LSI製造に使用されるArFエキシマレーザー光を用いた写真製版（リソグラフィ技術）用の実用的なレジスト（感光性樹脂）の開発で知られる。

## ArFエキシマレーザリソグラフィ用新規レジスト材料
LSIは、リソグラフィ技術を用い、回路パターンをウェハー上のレジストに焼き付けて作られる。しかし、100nm（0.1µm）以下の微細回路パターンのLSI製造には、従来のレジストではArF光の吸収力が強いため、回路パターンを焼き付けることができなかった。そのためArF光で使えるレジストがなく、LSI製造における大きな課題となっていた。
武智は、炭素が環状になった脂環構造である「アダマンチル基」がArF光に透明で、かつレジストに適した材料であることを世界で初めて見出した。「アダマンチル基」の強い疎水性に起因する課題を解決するため、「脱離型アダマンチル基」と「高親水性ラクトン基」を開発し、ArF光に対応した高性能レジストを実現した。開発した技術は1997年頃からレジストメーカーで工業化が開始され、高速・低消費電力の高機能LSIの製造において世界のデファクト技術となった。
現在では、本技術が世界の標準となっており、特許の引用回数も極めて多い。本レジスト材料は、300億円/年以上の市場規模となり、約20兆円の半導体市場のうち、このレジストを用いて生産されるLSIは、年間10兆円規模の市場と推定される。

## 経歴
- 1980年　大阪大学基礎工学部合成化学科卒業、富士通株式会社入社
- 1998年　同社　プロジェクト課長
- 2003年　同社　知的財産・技術支援部
- 2010年　富士通セミコンダクター[2]

## 受賞
- 2005年　文部科学大臣表彰科学技術賞（研究部門）
- 2010年　全国発明表彰経済産業大臣発明賞、山崎貞一賞材料分野
- 2011年　大河内記念技術賞[3]
- 2012年　紫綬褒章[4]